# عقاب (فلم 2015)
عقاب (بالإسبانية: El desconocido) هو فيلم إثارة إسباني من إخراج داني دي لا توري سنة 2015. تم عرضه في قسم أيام البندقية من مهرجان البندقية السينمائي الدولي الثاني والسبعين.

## القصة
كارلوس، وهو مسؤول تنفيذي في البنك، يصطحب أطفاله إلى المدرسة في الصباح. في أثناء ذلك، يتلقى مكالمة من مجهول يبلغهُ أن لدية بضع ساعات ليدفع مبلغا كبيرا من المال في حساب المتصل، وإن لم يتم دفع المبلغ سوف يتم تفجير قنبلة تحت السيارة.

## روابط خارجية
- الموقع الرسمي
- Venice Days - Official Selection
- مقالات تستعمل روابط فنية بلا صلة مع ويكي بيانات